# Peter Vikström
Peter Vikström (sinh ra tại Pitea, Thụy Điển) là một vận động viên quần vợt xe lăn. Anh vô địch đôi nam Paralympic tại Thế vận hội mùa hè dành cho người khuyết tật 2012 ở Luân Đôn với Stefan Olsson. Anh bắt đầu chơi quần vợt khi anh 21 tuổi.